# Cristián Muñoz Corrales
Cristián Marcelo Muñoz Corrales (Santiago, Región Metropolitana de Santiago, 15 de julio de 1983) es un exfutbolista y entrenador chileno, actualmente dirige a Universidad de Concepción de la Primera B de Chile.

## Trayectoria

### Como jugador
A pesar de ser formado en Colo-Colo, decidió a temprana edad emigrar a la Universidad de Chile, club donde nunca pudo consolidarse, por lo que comenzó a deambular por diferentes equipos. En 2009 tuvo su primera oportunidad de jugar en el extranjero, al ser contratado por Total Chalco de Perú, disputando 30 partidos y anotando 8 goles, siendo también el máximo socio de Richar Estigarribia quien marcó 23 goles. Fue muy recordado por su celebración con la flecha en el conjunto chalaco. En 2010 jugó en el Ilioupoli de Grecia y finalmente pasó por varios clubes de la Primera B de Chile hasta retirarse en 2021 en Barnechea.

### Como entrenador
El 4 de agosto de 2022, tras la salida de Fabián Marzuca, es anunciado como nuevo entrenador de Santiago Morning de la Primera B de Chile. El 17 de mayo de 2023, es anunciada su salida del banco del conjunto microbusero de mutuo acuerdo. El 3 de enero de 2024 es anunciado como nuevo entrenador de Barnechea de la Primera B. El 11 de diciembre de 2024, es anunciado como el nuevo adiestrador de Universidad de Concepción de la Primera B chilena. 

## Selección nacional
Ha tenido figuración en selecciones menores. La más importante de ellas fue la sub-20 de 2003 que participó, sin suerte, en el Sudamericano de la categoría en Uruguay. Formó parte de ese plantel junto con Claudio Bravo, Mark González, Mauricio Pinilla, Gonzalo Fierro, Luis Jiménez, Jorge Valdivia, Miguel Pinto, Marco Estrada, Luis Pedro Figueroa, Miguel Aceval , Gabriel Vargas y Eduardo Rubio.
| Torneo                           | Sede    | Resultado    | PJ | Goles |
| -------------------------------- | ------- | ------------ | -- | ----- |
| Sudamericano Sub-20 Uruguay 2003 | Uruguay | Primera fase | 4  | 0     |

## Clubes

### Como jugador
| Club                  | País   | Año       |
| --------------------- | ------ | --------- |
| Universidad de Chile  | Chile  | 2003-2004 |
| Cobreloa              | Chile  | 2005      |
| Santiago Wanderers    | Chile  | 2005      |
| La Serena             | Chile  | 2006      |
| Santiago Morning      | Chile  | 2006      |
| Deportes Puerto Montt | Chile  | 2007      |
| Deportes Melipilla    | Chile  | 2007-2008 |
| José Gálvez           | Perú   | 2008      |
| Total Chalaco         | Perú   | 2009      |
| Ilioupoli             | Grecia | 2010      |
| Coquimbo Unido        | Chile  | 2011-2014 |
| Iberia                | Chile  | 2014-2015 |
| Rangers               | Chile  | 2015-2016 |
| Barnechea             | Chile  | 2016-2018 |
| Unión San Felipe      | Chile  | 2019      |
| Barnechea             | Chile  | 2020-2021 |

### Como entrenador
| Club                      | País  | Año       | PJ | PG | PE | PP | GF  | GC  | GD  | Rendimiento |
| ------------------------- | ----- | --------- | -- | -- | -- | -- | --- | --- | --- | ----------- |
| Santiago Morning          | Chile | 2022-2023 | 26 | 7  | 6  | 13 | 28  | 33  | -5  | 34.61%      |
| Barnechea                 | Chile | 2024      | 33 | 16 | 8  | 9  | 55  | 44  | +11 | 56.56%      |
| Universidad de Concepción | Chile | 2025-Act. | 27 | 12 | 5  | 10 | 32  | 25  | +7  | 50.61%      |
| Total                     | Total | Total     | 86 | 35 | 19 | 32 | 115 | 102 | +13 | 48.06%      |

## Palmarés

### Como jugador

#### Campeonatos nacionales
| Título          | Equipo               | País  | Año    |
| --------------- | -------------------- | ----- | ------ |
| Torneo Apertura | Universidad de Chile | Chile | 2004-A |
| Primera B       | Coquimbo Unido       | Chile | 2014-C |